# Mont Tétreault
Pour les articles homonymes, voir Tétreault.
Le mont Tétreault est situé dans la municipalité de Lac-aux-Sables, dans la MRC Mékinac, en Mauricie, au Québec, Canada. Ce géosite du Québec a été proposé pour sa conservation à son état naturel en vertu de la loi sur les mines du Québec, car il comporte des laves coussinées qui lui confèrent un caractère exceptionnel.

## Toponymie
Tétreault est un patronyme de famille d'origine française. Le toponyme mont Tétreault a été officialisé le 12 juin 1970 à la Banque des noms de lieux de la Commission de toponymie du Québec.

## Géographie
Cette montagne ayant la forme d'une banane ouverte vers l'est est située dans la Batiscanie, entre le village de Lac-aux-Sables et le village de Montauban-les-Mines. Elle s'étend du nord au sud, à partir du secteur de la Chute du Huit sur la rivière Batiscan (à la limite de Lac-aux-Sables et de Notre-Dame-de-Montauban). Sa partie ayant une altitude supérieure à 200 mètres s'allonge sur 2,9 km dans le rang 1 Price vers Saint-Ubalde. La partie sud de la montagne s'arrête à 0,6 km de la rue Principale menant au village de Montauban-les-Mines, soit à la limite de Saint-Ubalde et de Lac-aux-Sables[source insuffisante].
Le point culminant du mont Tétreault qui a une altitude d'environ 310 mètres est situé à 2,4 km (en ligne directe) au sud de la rivière Batiscan et à 1,25 km du chemin du rang 1 Price. Le secteur de Montauban-les-Mines est un site minier reconnu depuis le début du XXe siècle.